# Внутренняя политика Приднестровской Молдавской Республики

## Список президентов ПМР
Игорь Николаевич Смирнов (1991—2011)
Евгений Васильевич Шевчук (2011—2016)
Вадим Николаевич Красносельский (2016 — н.в.)

## Политические партии ПМР
- Возрождение — президентская партия,
- Либерально-демократическая партия Приднестровья — малочислена,
- Социал-демократическая партия Приднестровья — малочислена,
- «Справедливая Республика» — малочисчлена.
- «Обновление».
- ПРОРЫВ! — малочислена,
- Родина — руководство партии выехало на постоянное место жительства в ДНР,
- Республиканская социал-патриотическая партия (РСПП) — малочислена,
- «Народная воля» — малочислена,
- Приднестровская коммунистическая партия — малочислена.

## Правительство ПМР
- Александр Владимирович Мартынов — Председатель Правительства ПМР
- Алевтина Алексеевна Слинченко — Первый заместитель Председателя Правительства ПМР
- Алексей Алексеевич Цуркан — И. о. Руководителя Аппарата Правительства — заместителя Председателя Правительства ПМР
- Виталий Викторович Игнатьев — Министр иностранных дел ПМР
- Николай Яковлевич Глига — Министр промышленности и регионального развития ПМР
- Ирина Ивановна Молоканова — Министр финансов ПМР
- Сергей Анатольевич Оболоник — Министр экономического развития ПМР
- Андрей Иванович Гуранда — Министр здравоохранения ПМР
- Татьяна Геннадьевна Логинова — Министр просвещения ПМР
- Ефимий Михайлович Коваль — Министр сельского хозяйства и природных ресурсов ПМР
- Александр Андреевич Шевченко — Министр юстиции ПМР
- Елена Николаевна Куличенко — Министр по социальной защите и труду ПМР
- Олег Александрович Обручков — Министр обороны ПМР
- Руслан Петрович Мова — Министр внутренних дел ПМР
- Михаил Леонидович Лапицкий — И. о. министра государственной безопасности ПМР